# Dynamiskt skytte
Dynamiskt skytte/IPSC är en form av tävlingsskytte som går ut på att man skjuter på flera tavlor på flera avstånd på tid, den skytt som har den bästa sammanlagda tids- och träffpoängen vinner. Dynamiskt skytte utövas med pistol, gevär och hagelgevär. I Sverige har dynamiskt skytte utövats sedan 1977. 1979 hölls det första svenska mästerskapet och 1981 hölls Europamästerskap i dynamiskt pistolskytte i Uppsala. Sverige har nått stora internationella framgångar i sporten, både på herr- och damsidan.

## Historia
Grenen har sitt ursprung i USA där man tävlat i grenen sedan 1950-talet, men utövas idag i över 50 länder i hela världen.
I Sverige bedrivs dynamiskt skytte i förbundet Svenska Dynamiska Sportskytteförbundet (tidigare IPSC Sverige).
Officiellt formades det internationella förbundet (IPSC, The International Practical Shooting Confederation) vid International Pistol Conference i Columbia, Missouri i maj 1976. Ett 40-tal deltagare från hela världen var inbjudna att delta på denna konferens för att bestämma formen för IPSC-skyttet. Överste Jeff Cooper (avliden 2007) var den grundande ordförande och är känd som ”The founding father of IPSC”.
Allteftersom IPSC växte skapades även en underliggande administrativ organisation för skjutledare. IROA (International Range Officers Association) skapades för internationella skjutledare och NROI (National Range Officers Association) skapades inom varje region/land.
Idag (2008) finns det ett 70-tal länder anslutna till IPSC.

## Regler
De avstånd som används är allt från några meter upp till 75–300 meter. Det finns ingen yttre avståndsbegränsning. 
De mål som används är poänggraderade tavlor som är fasta eller rörliga. Det finns plåttavlor som reagerar på träff. Det finns strafftavlor som används som ytor som begränsar träffytor på poänggivande tavlor. Skyttet sker från fasta positioner och från områden där skytten kan skjuta under rörelse.
Stationer kallas de deltävlingar som ingår i en tävling. En station kan bestå av 3 eller fler tavlor/plåtmål och byggs på ett sådant sätt att den skall testa skyttens förmåga att skjuta exakt och precist under tidspress. Det är grunden inom IPSC-skytte. Det är påtagligt mycket svårare att snabbt och precist träffa ett mål än att stå still utan tidsbegränsning.
Precision värderas genom poängzoner i målen.
- Kraft värderas genom bättre poäng på målen. Det finns två grupper, de som har lägre kraft i ammunitionen och kallas Minor och de som har kraftigare laddad ammunition och kallas Major.
- Snabbhet värderas genom att poängsumman delas med tiden för att få fram en jämförande ”kvot”.

Denna kvot kallas inom IPSC för ”stationsfaktor”. Det är detta värde som avgör vem som vunnit en station, den som har högst stationsfaktor/kvot vinner stationen och ges maximal poäng. De andra ges poäng som motsvarar deras stationsfaktor/stationsvinnarens multiplicerat med stationens maximala poäng.
IPSC har en devis: DVC - Diligentia, Vis, Celeritas (Precision, Kraft, Snabbhet), som speglar de balanserade grundelementen inom IPSC-skytte/Dynamiskt Skytte.

## Discipliner inom dynamiskt skytte
Det finns ett antal olika divisioner inom IPSC som en tävlande kan deltaga i:
Pistol:
- PRODUCTION: detta är den största divisionen i Sverige (52 % av deltagarna på SM 2010) och Europa. Division är för vapen som reellt sett inte har ändrats från att de levererats av tillverkaren. Tillverkaren måste i denna division få vapnen och modellen godkänd av IPSC. Detta för att förhindra specialbyggda vapen för just denna division som även kallas tjänstevapenklassen. Grundtanken är att denna division är den klass där det är skyttens färdigheter som avgör och inte vilket material man har råd att skjuta med. Skjuts endast i kraftfaktor "minor".

- STANDARD: den näst största divisionen (29 % av deltagarna på SM 2010). Vapnen har begränsningar i kaliber och val av sikten. Det får inte finnas annat än sikten av metall. Rödpunktsikten får inte finnas. Det får inte finnas rekylbroms eller liknande förbättringar. Vapnet skall även passa i en IPSC-låda med begränsade mått. Skjuts i både kraftfaktor "minor" och "major".

- OPEN: den tredje största divisionen i Sverige och 13 % av deltagarna på SM 2010 sköt denna klassen. Den innehåller mycket få begränsningar och är att jämföra med F1-klassen inom motorsporten. Denna division har företrädesvis optiska riktmedel av typen C-MORE- eller Aimpoint-rödpunktssikten. Denna division har även rekylbromsar på piporna som minskar den upplevda rekylen. Skjuts i både kraftfaktor "minor" och "major"

- REVOLVER: Division för dem som deltar med revolver utan optiska sikten och rekylbroms, sköts av 5-6 % på SM 2010. Skjuts i både kraftfaktor "minor" och "major".

- CLASSIC: Traditionellt utformade pistoler av modellen 1911, alla tillverkare är tillåtna men tävlingsandan ska utgå från Colts original på armépistolen från modellåret 1911. Klassen är utmanande då maxkapaciteten är lägre på grund av de enkelradiga magasinen som bara tar 8-10 patroner. Endast öppna icke-elektroniska riktmedel är tillåtna och inga rekyldämpare tillåts. Skjuts i både kraftfaktor "minor" och "major", där "minor" tillåter 10-skottsmagasin och "major" 8-skottsmagasin.

De kalibrar som används är idag begränsade till minst 9 mm i kuldiameter.
Gevärsskytte utövas inom disciplinerna open, standard och manual.
Hagelgevär

## Tävlingar
Det förekommer olika nivåer på tävlingar och krav på internationellt eller nationellt godkännande:
- Level 1: Lokal tävlingar inom en klubb och som inte behöver godkännas av någon annan än en stationschef med nationell behörighet.
- Level 2: Nationella tävlingar som medger deltagare från andra klubbar. Denna behöver godkännande av IPSC-Sveriges Range Master-grupp och stationschef med nationell behörighet.
- Level 3: Internationella tävlingar som är i klass med Svenskt mästerskap eller årligen återkommande större internationella tävlingar. Kräver Range Master och godkända Range Officers/stationschefer.
- Level 4: Kontinentala tävlingar som Europeiska mästerskap.
- Level 5: Världsmästerskap.

Sverige och Karlskoga stod som värd för VM 2019. Tävlingen blev en stor svensk framgång med två guld, två silver och två brons.

### Framgångsrika svenska tävlande
- Stefan Ekstedt, Världsmästare 2012
- Johan Hansen, Världsmästare 2014
- Jiro Nihei, Världsmästare 2019